# 高知医療センター
高知県・高知市病院企業団立高知医療センター（こうちけん・こうちしびょういんきぎょうだんりつこうちいりょうセンター）は、高知県高知市にある医療機関。

## 沿革

### 年表

#### 高知県立中央病院
- 1944年（昭和19年） - 日本医療団高知県支部が高知市中島町の武田病院を譲受、日本医療団高知中央病院発足。
- 1948年（昭和23年）5月1日 - 高知市中島町の高知中央病院と高知市横浜の横浜分院を日本医療団から高知県が引継ぎ、高知県立中央病院として発足。

#### 高知市立市民病院
- 1893年（明治26年）- 高知市立伝染病隔離病舎（30床）として潮江村に設立
- 1898年（明治31年）- 高知市西弘小路5番地（現・丸ノ内一丁目7番45号）に移転。高知市立伝染病院に改称。
- 1950年（昭和25年）9月 - 高知市立市民病院と改称

#### 高知医療センター
- 1994年（平成6年）9月 -「高知県立中央病院・高知市立市民病院統合検討委員会」発足
- 1996年（平成8年）4月 -「高知県立中央病院・高知市立市民病院統合問題合同検討チーム」発足
- 2005年（平成17年）
  - 2月13日 - 高知医療センター開院式。
  - 2月26日 - 高知医療センターへ前身の2病院から患者移送。
  - 3月1日 - 高知医療センター開院[1]（外来診療開始）。高知県・高知市病院組合の企業団移行に伴い、高知県・高知市病院企業団立高知医療センターとなる。
- 2010年（平成22年）4月1日 - 特別目的会社（SPC）「高知医療ピーエフアイ株式会社（オリックス子会社）」とのPFI事業契約を解除し、企業団による運営に移行。
- 2011年（平成23年）3月16日 - ドクターヘリの運用を開始。

## 医療機関の指定
- 保険医療機関（健康保険法・国民健康保険法）
- 救急告示病院（三次）
- 高知県災害拠点病院（基幹災害拠点病院）
- 救命救急センター
- 総合周産期母子医療センター
- へき地医療拠点病院
- エイズ治療拠点病院
- 臨床研修指定病院
- 地域がん診療連携拠点病院
- 広域災害支援病院
- 地域医療支援病院
- 労災保険指定医療機関
- 指定自立支援医療機関（更生医療）
- 指定自立支援医療機関（育成医療）
- 指定自立支援医療機関（精神通院医療）
- 身体障害者福祉法指定医の配置されている医療機関
- 精神保健及び精神障害者福祉に関する法律に基づく指定病院
- 応急入院指定病院
- 精神保健指定医の配置されている医療機関
- 生活保護法指定医療機関
- 結核指定医療機関
- 指定養育医療機関
- 戦傷病者特別援護法指定医療機関
- 原子爆弾被害者医療指定医療機関
- 原子爆弾被害者一般疾病医療取扱医療機関
- 第一種感染症指定医療機関
- 第二種感染症指定医療機関
- 母体保護法指定医の配置されている医療機関
- へき地医療拠点病院
- 臨床修練指定病院
- 特定疾患治療研究事業委託医療機関
- DPC対象病院
- 小児慢性特定疾患治療研究事業委託医療機関
- ドクターヘリ基地病院
- 公益財団法人日本医療機能評価機構認定病院[2]

## 診療科等
- 総合診療科
- 内科
- 外科
- 整形外科
- 脳神経外科
- 皮膚科
- 泌尿器科
- 産婦人科
- 眼科
- 耳鼻咽喉科
- 麻酔科
- 放射線科
- 歯科口腔外科
- 小児科
- 精神科

## 交通アクセス
- とさでん交通「はりまや橋」バス停留所より望海ヶ丘行き、高知県立大学行き、十津団地経由高知医療センター行きで「高知医療センター」下車。
- とさでん交通後免線・土佐くろしお鉄道ごめん・なはり線「後免町駅」より、南国市コミュニティバス「NACOバス」高知医療センター行きで終点下車。

## 不祥事・医療ミス・医療事故
- 2019年5月 - 甲状腺の腫瘍を切除するための手術を受けた女性（40代）が手術後に首の内側で起こった出血で気道が圧迫され、低酸素脳症を発症。呼吸を確保するためのチューブが誤って食道に入り、脳に酸素が十分に行かない状態が約8分間続いた。女性には自立歩行が困難な後遺症状が出、退院後もリハビリを続けている[3]。
- 2007年9月16日 - 高知県警は高知医療センターの前院長を収賄容疑で、また、同病院のSPC（特別目的事業体）「高知医療エフピーアイ」の現場責任者2名を贈賄容疑で逮捕した。高知医療センターは国内で初めてPFI方式を導入してオープンした公立病院だが、この現場責任者2名は同SPCに参加していた「オリックス・リアルエステート」の社員だった。前院長はこの現場責任者らからソファやプラズマテレビ、冷蔵庫などを受け取った疑いが持たれている[4]。